# Ailiidae
Ailiidae (лат.) — семейство сомообразных, обитающих в Южной и Юго-Восточной Азии. Рассматривалось первоначально как подсемейство в семействе Schilbeidae.

## Описание
Спинной плавник отсутствует у представителей рода Ailia. Анальный плавник длинный, имеет от 58 до 90 мягких лучей. Глаза небольшие.

## Классификация
Семейство насчитывает 6 родов и 23 видов:
- Ailia Gray, 1830
- Clupisoma Swainson, 1838
- Eutropiichthys Bleeker, 1862
- Laides Jordan, 1919
- Proeutropiichthys Hora, 1937
- Silonia Swainson, 1838

Другие авторы включают в состав семейства три рода.